# Deroplia annulicornis
Deroplia annulicornis är en skalbaggsart som först beskrevs av Gaspard Auguste Brullé 1838.  Deroplia annulicornis ingår i släktet Deroplia och familjen långhorningar. Inga underarter finns listade i Catalogue of Life.